# یواس‌اس البمارل (ای‌وی-۵)
یواس‌اس البمارل (ای‌وی-۵) (به انگلیسی: USS Albemarle (AV-5)) یک کشتی بود که طول آن ۵۲۷ فوت ۴ اینچ (۱۶۰٫۷۳ متر) بود. این کشتی در سال ۱۹۴۰ ساخته شد.